# Lauritz Clausen
Lauritz Clausen (født 12. januar 1890 i Løgumkloster, død 6. maj 1959) var en dansk sagfører og medlem af det tyske mindretals ledelse.

## Baggrund
Lauritz Clausen var født i Løgumkloster i et tysksindet hjem, medens Nordslesvig endnu hørte under det tyske kejserdømme. Han voksede op i præstegården i Maugstrup ved Haderslev og tog studentereksamen fra Latinskolen i Haderslev i 1909 fulgt af studier ved forskellige tyske universiteter samt ved universitetet i Lausanne. I 1914 tog han referendareksamen i Kiel og var herefter ansat i Nordborg. Clausen deltog i 1. verdenskrig og blev hjemsendt som højtdekoreret løjtnant. I 1921 tog Clausen assessoreksamen i Berlin og blev kort efter dr. jur. fra universitetet i Rostock. I 1922-23 var han ansat som sagførerfuldmægtig i Sønderborg og senere i København hos højesteretssagfører Henriques. Fra 1924 var Clausen selvstændig landsretssagfører i Haderslev. 

## Perioden op til og under 2. Verdenskrig
I 1933 blev Lauritz Clausen medlem af NSAN (National-Socialistische Arbeitsgemeinschaft Nordschleswig), senere af et andet lille nazi-parti, DNSAN, for i 1935 at indmelde sig hos Jens Møllers Nationalsozialistische Deutsche Arbeiterpartei-Nordschleswig (NSDAP-N). Her blev han i 1937 kredsleder for Haderslev Amt, som kom til at omfatte 42 Ortsgrupper og dermed var den største af NSDAP-N's fem kredse, ligesom han i 1937 blev fører for Schleswigsche Kameradschaft (SK), der svarede til det rigstyske SA, og som især fra 1938 udgjorde mindretallets ideologiske kernetropper. 
9. april 1940 optrådte Clausen og hans SK-folk da også stærkt aktivistisk i Haderslev-området: De assisterede de tyske tropper ved at samle og bevogte danske våben, og Clausen formåede både at afsætte den lokale politimester og indsætte sig selv i stedet. Han fik også lukket avisen Dannevirke på grund af dens tyskfjendtlige holdning. Han hørte til de mere flittige parti-kredsledere hvad angik indberetninger til partiets organisationsamt om navngivne danske medborgeres tyskfjendtlige handlinger og ytringer. Det var indberetninger, som Clausens vidste ville blive sendt videre til rigstyske instanser.
I maj 1941 blev Clausen afløst som SK-fører af Peter Larsen, men han var fortsat selvskrevet medlem af mindretalsledelsens lille politiske råd som parti-kredsleder. I begge egenskaber var han fra 1939 til 45 involveret i hvervningen af unge hjemmetyskere til fronttjeneste. I 1939-41 var han personligt til stede ved flere sessioner og holdt hvervetaler, hvor han ved at fremholde de frontfrivillige som forbilleder for den tyske ungdom i Nordslesvig lagde et ikke ringe pres på de unge. Clausen meldte sig selv til Waffen SS i 1940-41, men blev kasseret pga. alder. I stedet gjorde han tjeneste som løjtnant i Zeitfreiwilligen-korpset, der blev oprettet i begyndelsen af 1943, og som var en slags hjemmeværn under den tyske Værnemagts kommando. Clausen var som medlem af Det lille politiske Råd også involveret i oprettelsen i 1944 af Selbstschutz, der var et uniformeret og bevæbnet beskyttelseskorps, som virkede i tilknytning til besættelsesmagten mod danskere. Korpsets medlemmer blev rekrutteret blandt SK-folkene. Som medlem af Det lille politiske Råd var Clausen også medansvarlig for beslutningen om fra efteråret 1944 at organisere opbygningen af en skanse tværs over Nordslesvig, som var vendt mod en allieret invasion, ligesom han som kredsleder i partiet mobiliserede mindretalsmedlemmer til selve det praktiske gravearbejde.

## Domfældelse og efterkrigstid
Clausen blev interneret i maj 1945 og ved Byretten i Aabenraa idømt 12 års fængsel i efteråret 1948. Landsretten nedsatte straffen til ni år, og i 1950 blev Clausen benådet. Dog var han blevet fradømt sin advokatbestalling på livstid. I stedet ernærede han sig ved at yde privat juridisk rådgivning til mindretalsmedlemmer og helligede sig formandsposten i den tysk roklub i Haderslev.